# Cherry (quadrinhos)
Cherry (originalmente Cherry Poptart) é uma revista em quadrinhos erótica do movimento underground comix, a qual possui como protagonista uma personagem de mesmo nome. Cherry foi escrita e desenhada por Larry Welz, inspirado no estilo de Dan DeCarlo na série Archie da Archie Comics.